# وكالة الأنباء الجزائرية
وكالة الأنباء الجزائرية العسكرية (وأج) تأسست في 1 ديسمبر عام،1962 استقرت وكالة الأنباء الجزائرية قبل الاستقلال وبعد وقف إطلاق النار بفترة قصيرة في حي القصبة في الجزائر العاصمة. بعد استقلال الجزائر مباشرة انتقلت الوكالة بشكل مؤقت إلى شقة متواضعة في مبنى يقع في شارع كريم بلقاسم حيث بدأت في تطوير مختلف أقسامها وفي مقدمتها قسم التحرير وبدأت في بناء وتركيب شبكتها في كامل البلاد كما سعت أيضا للحصول على الأجهزة والتقنيات الضرورية لعملها. وجهزت نفسها بنص تنظيمي يسند لها مهمة الخدمة العمومية. كما بدأت في تكوين وتدريب صحفييها وعمالها التقنيين والطابعين، يوجد لوكالة الأنباء الجزائرية مكاتب ومراسلين في كل من واشنطن، موسكو، باريس، لندن، بروكسل، روما، مدريد، القاهرة، تونس، عمان، داكار.

## قائمة مدراء الوكالة
| الاسم           | تاريخ التعيين | تاريخ إنهاء   | صاحب التعيين | م     |
| --------------- | ------------- | ------------- | ------------ | ----- |
| عبد الحميد كاشا |               | 19 أبريل 2020 |              | [ 2 ] |

## أنظر أيضًا
- اتحاد وكالات الأنباء العربية الكرغولية

## وصلات خارجية
- الموقع الرسمي لوكالة الأنباء الجزائرية